# Лорензо (Небраска)
Лорензо (енгл. Lorenzo) насељено је место без административног статуса у америчкој савезној држави Небраска.

## Демографија
По попису из 2010. године број становника је 58.
| Група             | 2000.    | 2010.       |
| Белци             | 0 (0,0%) | 58 (100,0%) |
| Афроамериканци    | 0 (0,0%) | 0 (0,0%)    |
| Азијати           | 0 (0,0%) | 0 (0,0%)    |
| Хиспаноамериканци | 0 (0,0%) | 0 (0,0%)    |
| Укупно            | 0        | 58          |